# Park Glacier
Park Glacier är en glaciär i Antarktis. Den ligger i Västantarktis. Inget land gör anspråk på området. Park Glacier ligger 48 meter över havet.
Terrängen runt Park Glacier är huvudsakligen kuperad. Park Glacier ligger nere i en dal. Trakten är obefolkad. Det finns inga samhällen i närheten.